# باول هاريسون (سائق سباق)
باول هاريسون (بالإنجليزية: Paul Harrison)‏ هو سائق سباق أمريكي، ولد في 4 أبريل 1969 في روثرهام ‏ في المملكة المتحدة.